# Konrad Szychowski
Konrad Szychowski (ur. 1986) – polski naukowiec, specjalizujący się w neurobiologii, neurotoksykologii i biologii komórki, profesor nauk medycznych i nauk o zdrowiu w dyscyplinie nauki medyczne.

## Życiorys
W latach 2005–2010 odbył studia jednolite magisterskie na kierunku zootechnika w specjalności hodowla zwierząt na Uniwersytecie Rolniczym im. Hugona Kołłątaja w Krakowie, uzyskując tytuł magistra inżyniera. Następnie w latach 2007–2009 na Akademii Górniczo-Hutniczej odbył kurs przygotowania pedagogicznego, w latach 2008–2011 na UR studia licencjackie na kierunku biologia stosowana, w latach 2010–2011 na Uniwersytecie Jagiellońskim podyplomowe studia z biologii molekularnej, w latach 2011–2015 studium doktoranckie na UR, a w latach 2020–2021 na Uniwersytecie Rzeszowskim w Kolegium Nauk Przyrodniczych studia magisterskie na kierunku biotechnologia molekularna.
W 2015 uzyskał stopień doktora nauk biologicznych w zakresie biologii (Uniwersytet Jagielloński, Wydział Biologii i Nauk o Ziemi, Instytut Zoologii, obrona z wyróżnieniem). W 2020 habilitował się w dziedzinie nauk medycznych i nauk o zdrowiu w dyscyplinie nauki medyczne (Uniwersytet Medyczny w Lublinie). 14 stycznia 2025 otrzymał tytuł profesora nauk medycznych i nauk o zdrowiu w dyscyplinie nauki medyczne.
Od 2015 zatrudniony w Wyższej Szkole Informatyki i Zarządzania w Rzeszowie, gdzie został kierownikiem Katedry Biotechnologii i Biologii Komórki.
Prowadzi badania nad rolą peptydów pochodzących z elastyny (EDP) w rozwoju układu nerwowego oraz chorobach neurodegeneracyjnych. Jest autorem licznych publikacji naukowych, a jego prace były cytowane ponad 2000 razy.
Został kierownikiem projektów: „Peptyd elastynopochodny VGVAPG jako transporter leków cytostatycznych do komórek nowotworowych” finansowanego przez Podkarpackie Centrum Innowacji (2021), „Mechanizm działania triklosanu w neuronach kory mózgowej myszy” finansowanego przez Narodowe Centrum Nauki (2015–2017).
Prowadzi zajęcia z zakresu genetyki, mikrobiologii, nutrigenomiki oraz żywności modyfikowanej genetycznie. Był opiekunem Studenckiego Koła Naukowego Biotechnologii Medycznej HELISA.